# Hurry Up Tomorrow (film)
Hurry Up Tomorrow is een Amerikaanse psychologische thriller uit 2025, geregisseerd door Trey Edward Shults naar een scenario van Abel Tesfaye en Reza Fahim. De film is een aanvulling op Tesfaye's gelijknamige studioalbum uit 2025 en de hoofdrollen worden vertolkt door Tesfaye, Jenna Ortega en Barry Keoghan.

## Verhaal
De film portretteert een fictieve versie van Tesfaye als een slapeloze muzikant die op de rand van een mentale inzinking staat. Tesfaye brengt de nacht door met een mysterieuze jonge fan, Anima (Jenna Ortega). De volgende dag maakt Abel zich klaar om weer op te treden. Net als Abel vertrekt, wordt Anima agressief en probeert ze hem zover te krijgen zich voor haar open te stellen, maar hij doet haar af als een gewone fan. Woedend slaat Anima hem bewusteloos met een champagnefles. Abel wordt wakker vastgebonden aan het hotelbed en Anima weigert hem te laten gaan.

## Rolverdeling
| Acteur           | Personage                    |
| ---------------- | ---------------------------- |
| Abel Tesfaye     | fictieve versie van zichzelf |
| Jenna Ortega     | Anima                        |
| Barry Keoghan    | Lee                          |
| Riley Keough     | Animas moeder (stem)         |
| Metro Boomin     | fictieve versie van zichzelf |
| Belly            | fictieve versie van zichzelf |
| Gaspard Augé     | fictieve versie van zichzelf |
| Xavier de Rosnay | fictieve versie van zichzelf |

## Productie
Abel Tesfaye en Reza Fahim schreven het scenario en produceerden de film ook via Manic Phase samen met Kevin Turen en Harrison Kreiss. Trey Edward Shults, Jenna Ortega, Michael Rapino, Ryan Kroft, Wassim "Sal" Slaiby en Harrison Huffman fungeerden als uitvoerende producenten. Chayse Irvin verzorgde de cinematografie, terwijl Daniel Lopatin de muziek componeerde samen met Tesfaye. Het was een van de laatste projecten waaraan Turen werkte voor zijn dood in november 2023.

## Release en ontvangst
Hurry Up Tomorrow ging op 16 mei 2025 in première. De film kreeg overwegend negatieve kritieken van de filmcritici, met een score van 14% op Rotten Tomatoes, gebaseerd op 91 beoordelingen. Metacritic komt op een score van 29/100, gebaseerd op 25 beoordelingen.